# Agave hurteri
Espèce
Synonymes
- Agave samalana Trel.[1]

Agave hurteri est une espèce de plantes du genre Agave.